# زبینی‌یک برینیخ
زبینی‌یک برینیخ (چکی: Zbyněk Brynych؛ ۱۳ ژوئن ۱۹۲۷ – ۲۴ اوت ۱۹۹۵) کارگردان فیلم، و فیلم‌نامه‌نویس اهل جمهوری چک بود.
از فیلم‌ها یا مجموعه‌های تلویزیونی که وی در آن‌ها نقش داشته‌است، می‌توان به «انتقال از بهشت» (۱۹۶۲) اشاره نمود.